# فرن ترميد

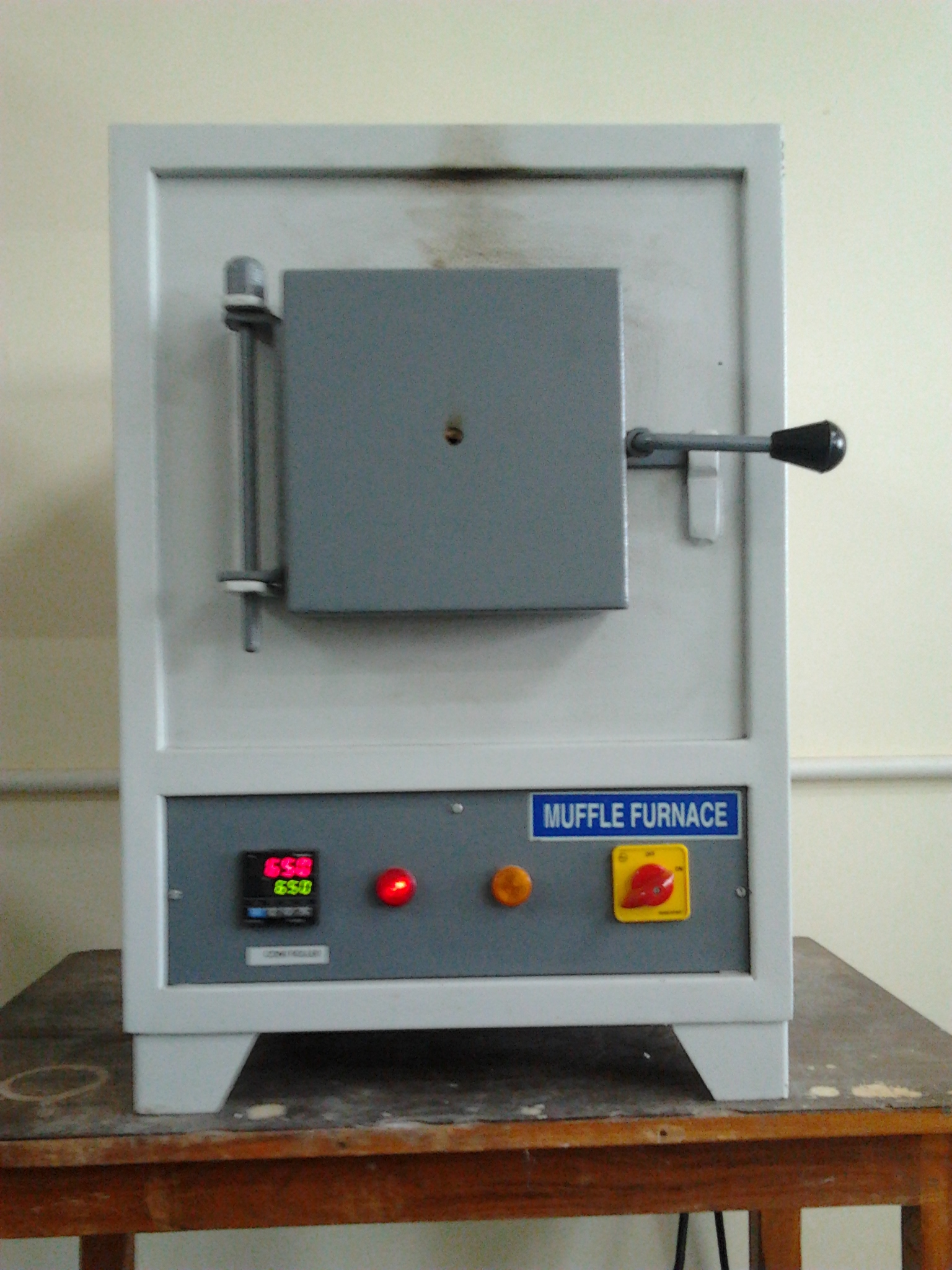
فرن ترميد كهربائي

فرن الترميد (أو المرمّدة) هو فرن تكون فيه المادة المراد تسخينها أو ترميدها معزولة عن الوقود أو نواتج عملية الاحتراق بما في ذلك الغازات والرماد المتطاير.
تطور فرن الترميد مع مرور التاريخ، وهناك أشكال جديدة من أفران ترميد صناعية كهربائية والمعتمدة على وجود عناصر تسخين والتي تصل إلى درجات حرارة مرتفعة.